# Agatha Streicher
Agatha Streicher, född 1520, död 1581, var en tysk läkare.
Hon avlade den hippokratiska eden inför myndigheterna i staden Ulm och fick tillstånd att praktisera som läkare sedan hon genom privatundervisning (troligen av sin bror, som var läkare), bedömdes ha tillräcklig kunskap. Hon var berömd och konsulterades av den tyska kejsaren. Hon har ibland kallats Tysklands första kvinnliga läkare. 